# Polynema uroxys
Polynema uroxys är en stekelart som först beskrevs av Debauche 1949.  Polynema uroxys ingår i släktet Polynema och familjen dvärgsteklar. Inga underarter finns listade i Catalogue of Life.